# Kraepelinia palpator
Genre
Espèce
Synonymes
- Buthus palpator Birula, 1903

Kraepelinia palpator, unique représentant du genre Kraepelinia, est une espèce de scorpions de la famille des Buthidae.

## Distribution
Cette espèce se rencontre dans les déserts d'Iran et du Turkménistan.

## Description
Le mâle décrit par Vachon en 1974 mesure 20 mm.

## Systématique et taxinomie
Cette espèce a été décrite sous le protonyme Buthus palpator par Birula en 1903. Elle est placée dans le genre Buthacus par Vachon en 1948 puis dans le genre Kraepelinia par Vachon en 1974.

## Étymologie
Ce genre est nommé en l'honneur de Karl Matthias Friedrich Magnus Kraepelin.

## Publications originales
- Birula, 1903 : Beiträge zur Kenntnis des Scorpionenfauna Ost-Persiens. (2. Beitrag). Bulletin de l'Académie impériale des sciences de St.-Pétersbourg, sér. 5, vol. 19, no 2, p. 67-80 (texte intégral).
- Vachon, 1974 : Étude des caractères utilisés pour classer les familles et les genres de Scorpions (Arachnides). l. La trichobothriotaxie en Arachnologie. Sigles trichobothriaux et types de trichobothriotaxie chez les scorpions. Bulletin du Muséum national d'histoire naturelle? Zoologie, sér. 3, vol. 104, no 140, p. 857-958 (texte intégral).